# Liste der Mitglieder des Schottischen Parlaments (6. Wahlperiode)

Mehrheiten in den Wahlkreisen (links, Mehrheitswahl) und Sitze, die über die Regionen besetzt wurden (rechts, Verhältniswahl) gelb=SNP, blau=Conservative, rot=Labour, grün=Scottish Green orange=LibDem

Diese Liste gibt einen Überblick über alle Mitglieder des Schottischen Parlaments der 6. Wahlperiode (2021–2026).

## Zusammensetzung
Nach den Parlamentswahlen 2021 setzte sich das Schottische Parlament wie folgt zusammen:

Ursprüngliche Sitzverteilung nach dem Wahlergebnis vom Mai 2021 (gelb=SNP, blau=Conservative, rot=Labour, grün=Scottish Green orange=LibDem)

| Fraktion                            | Wahlergebnis vom Mai 2021 | Abgänge                        | Zugänge                | Saldo |
| ----------------------------------- | ------------------------- | ------------------------------ | ---------------------- | ----- |
| Scottish National Party (SNP)       | 64                        | Ash Regan,                     |                        | −1    |
| Scottish Conservative Party         | 31                        | Dean Lockhart, Donald Cameron, | Roz McCall, Tim Eagle, | 0     |
| Scottish Labour Party               | 22                        |                                |                        | 0     |
| Scottish Green Party                | 8                         | Alison Johnstone               |                        | −1    |
| Scottish Liberal Democrats (LibDem) | 4                         |                                |                        | 0     |
| Alba Party                          | 0                         |                                | Ash Regan,             | +1    |
| Präsident (parteilos)               | 0                         |                                | Alison Johnstone       | +1    |
| gesamt                              | 129                       |                                |                        | 0     |

Anmerkungen:
1. 1 2  Ash Regan trat am 28. Oktober 2023 aus der SNP aus und in die Alba Party ein. Sie wurde damit einzige Abgeordnete dieser Partei.
2. ↑  Dean Lockhart legte am 5. September 2022 sein Mandat nieder, um eine Aufgabe in der Wirtschaft zu übernehmen.
3. 1 2  Donald Cameron gab am 9. Februar 2024 seinen Listenplatz zurück, um einen Sitz im britischen Oberhaus einzunehmen. Er wurde gleichzeitig parlamentarischer Staatssekretär (Parliamentary Under-Secretary) für Schottland. Tim Eagle rückte für ihn von der regionalen Liste der Highlands and Islands nach.
4. ↑  Roz McCall rückte für Dean Lockhart von der regionalen Liste Mid Scotland and Fife nach.
5. 1 2  Alison Johnstone wurde in der konstituierenden Sitzung des 6. Parlaments am 13. Ma1 2021 zur Präsidentin (Presiding Officer) gewählt und legte daraufhin ihr Mandat als SGP-Abgeordnete nieder.

## Abgeordnete
Bei einem Eintrag in der Spalte Wahlkreis hat der betreffende Abgeordnete das Direktmandat dieses Wahlkreises gewonnen. Anderenfalls wurde ein Listenmandat für die in der Spalte Wahlregion angegebene Wahlregion errungen.
| Mitglied des Parlaments | Partei                    | Wahlregion            | Wahlkreis                                | Erststimmen in %          |
| ----------------------- | ------------------------- | --------------------- | ---------------------------------------- | ------------------------- |
| George Adam             | SNP                       |                       | Paisley                                  | 50,0                      |
| Karen Adam              | SNP                       |                       | Banffshire & Buchan Coast                | 45,2                      |
| Clare Adamson           | SNP                       |                       | Motherwell and Wishaw                    | 53,2                      |
| Alasdair Allan          | SNP                       |                       | Na h-Eileanan an Iar                     | 51,4                      |
| Tom Arthur              | SNP                       |                       | Renfrewshire South                       | 50,5                      |
| Jackie Baillie          | Labour                    |                       | Dumbarton                                | 46,3                      |
| Claire Baker            | Labour                    | Mid Scotland and Fife |                                          |                           |
| Jeremy Balfour          | Conservative              | Lothian               |                                          |                           |
| Colin Beattie           | SNP                       |                       | Midlothian North and Musselburgh         | 49,7                      |
| Neil Bibby              | Labour                    | West Scotland         |                                          |                           |
| Sarah Boyack            | Labour                    | Lothian               |                                          |                           |
| Miles Briggs            | Conservative              | Lothian               |                                          |                           |
| Keith Brown             | SNP                       |                       | Clackmannanshire and Dunblane            | 47,2                      |
| Siobhian Brown          | SNP                       |                       | Ayr                                      | 43,5                      |
| Ariane Burgess          | Green                     | Highlands and Islands |                                          |                           |
| Alexander Burnett       | Conservative              |                       | Aberdeenshire West                       | 47,2                      |
| Stephanie Callaghan     | SNP                       |                       | Uddingston and Bellshill                 | 49,9                      |
| Jackson Carlaw          | Conservative              |                       | Eastwood                                 | 41,9                      |
| Finlay Carson           | Conservative              |                       | Galloway and West Dumfries               | 47,0                      |
| Maggie Chapman          | Green                     | North East Scotland   |                                          |                           |
| Foysol Choudhury        | Labour                    | Lothian               |                                          |                           |
| Katy Clark              | Labour                    | West Scotland         |                                          |                           |
| Willie Coffey           | SNP                       |                       | Kilmarnock and Irvine Valley             | 52,7                      |
| Alex Cole-Hamilton      | LibDem                    |                       | Edinburgh Western                        | 54,7                      |
| Angela Constance        | SNP                       |                       | Almond Valley                            | 54,3                      |
| Graeme Dey              | SNP                       |                       | Angus South                              | 50,7                      |
| Natalie Don             | SNP                       |                       | Renfrewshire North and West              | 46,4                      |
| Bob Doris               | SNP                       |                       | Glasgow Maryhill and Springburn          | 59,0                      |
| James Dornan            | SNP                       |                       | Glasgow Cathcart                         | 57,0                      |
| Sharon Dowey            | Conservative              | South Scotland        |                                          |                           |
| Jackie Dunbar           | SNP                       |                       | Aberdeen Donside                         | 51,6                      |
| Pam Duncan-Glancy       | Labour                    | Glasgow               |                                          |                           |
| Tim Eagle               | Conservative              | Highlands and Islands |                                          |                           |
| Annabelle Ewing         | SNP                       |                       | Cowdenbeath                              | 48,3                      |
| Fergus Ewing            | SNP                       |                       | Inverness and Nairn                      | 47,7                      |
| Jim Fairlie             | SNP                       |                       | Perthshire South and Kinross-shire       | 45,7                      |
| Russell Findlay         | Conservative              | West Scotland         |                                          |                           |
| Joe FitzPatrick         | SNP                       |                       | Dundee City West                         | 61,6                      |
| Kate Forbes             | SNP                       |                       | Skye, Lochaber and Badenoch              | 56,1                      |
| Murdo Fraser            | Conservative              | Mid Scotland and Fife |                                          |                           |
| Meghan Gallacher        | Conservative              | Central Scotland      |                                          |                           |
| Kenneth Gibson          | SNP                       |                       | Cunninghame North                        | 49,0                      |
| Jenny Gilruth           | SNP                       |                       | Mid Fife and Glenrothes                  | 55,4                      |
| Maurice Golden          | Conservative              | West Scotland         |                                          |                           |
| Pam Gosal               | Conservative              | West Scotland         |                                          |                           |
| Mairi Gougeon           | SNP                       |                       | Angus North and Mearns                   | 48,6                      |
| Christine Grahame       | SNP                       |                       | Midlothian South, Tweeddale & Lauderdale | 46,0                      |
| Rhoda Grant             | Labour                    | Highlands and Islands |                                          |                           |
| Neil Gray               | SNP                       |                       | Airdrie and Shotts                       | 50,6                      |
| Jamie Greene            | Conservative              | West Scotland         |                                          |                           |
| Ross Greer              | Green                     | West Scotland         |                                          |                           |
| Mark Griffin            | Labour                    | Central Scotland      |                                          |                           |
| Sandesh Gulhane         | Conservative              | Glasgow               |                                          |                           |
| Jamie Halcro Johnston   | Conservative              | Highlands and Islands |                                          |                           |
| Rachael Hamilton        | Conservative              |                       | Ettrick, Roxburgh & Berwickshire         | 51,5                      |
| Emma Harper             | SNP                       | South Scotland        |                                          |                           |
| Patrick Harvie          | Green                     | Glasgow               |                                          |                           |
| Clare Haughey           | SNP                       |                       | Rutherglen                               | 50,5                      |
| Jamie Hepburn           | SNP                       |                       | Cumbernauld and Kilsyth                  | 58,6                      |
| Craig Hoy               | Conservative              | South Scotland        |                                          |                           |
| Fiona Hyslop            | SNP                       |                       | Linlithgow                               | 48,4                      |
| Daniel Johnson          | Labour                    |                       | Edinburgh Southern                       | 45,9                      |
| Alison Johnstone        | Green / Presiding Officer | Lothian               |                                          |                           |
| Liam Kerr               | Conservative              | North East Scotland   |                                          |                           |
| Stephen Kerr            | Conservative              | Central Scotland      |                                          |                           |
| Bill Kidd               | SNP                       |                       | Glasgow Anniesland                       | 52,8                      |
| Monica Lennon           | Labour                    | Central Scotland      |                                          |                           |
| Richard Leonard         | Labour                    | Central Scotland      |                                          |                           |
| Richard Lochhead        | SNP                       |                       | Moray                                    | 48,6                      |
| Douglas Lumsden         | Conservative              | North East Scotland   |                                          |                           |
| Gordon MacDonald        | SNP                       |                       | Edinburgh Pentlands                      | 42,4                      |
| Fulton MacGregor        | SNP                       |                       | Coatbridge and Chryston                  | 57,5                      |
| Gillian Mackay          | Greens                    | Central Scotland      |                                          |                           |
| Rona Mackay             | SNP                       |                       | Strathkelvin and Bearsden                | 45,5                      |
| Ben Macpherson          | SNP                       |                       | Edinburgh Northern and Leith             | 47,9                      |
| Ruth Maguire            | SNP                       |                       | Cunninghame South                        | 50,5                      |
| Michael Marra           | Labour                    | North East Scotland   |                                          |                           |
| Gillian Martin          | SNP                       |                       | Aberdeenshire East                       | 44,6                      |
| John Mason              | SNP                       |                       | Glasgow Shettleston                      | 54,4                      |
| Michael Matheson        | SNP                       |                       | Falkirk West                             | 54,3                      |
| Màiri McAllan           | SNP                       |                       | Clydesdale                               | 43,2                      |
| Liam McArthur           | LibDem                    |                       | Orkney Islands                           | 62,4                      |
| Roz McCall              | Conservative              | Mid Scotland and Fife |                                          |                           |
| Ivan McKee              | SNP                       |                       | Glasgow Provan                           | 52,9                      |
| Christina McKelvie      | SNP                       |                       | Hamilton, Larkhall & Stonehouse          | 46,2                      |
| Paul McLennan           | SNP                       |                       | East Lothian                             | 39,2                      |
| Stuart McMillan         | SNP                       |                       | Greenock and Inverclyde                  | 54,2                      |
| Marie McNair            | SNP                       |                       | Clydebank and Milngavie                  | 47,2                      |
| Pauline McNeill         | Labour                    | Glasgow               |                                          |                           |
| Jenni Minto             | SNP                       |                       | Argyll and Bute                          | 49,5                      |
| Carol Mochan            | Labour                    | South Scotland        |                                          |                           |
| Edward Mountain         | Conservative              | Highlands and Islands |                                          |                           |
| Oliver Mundell          | Conservative              |                       | Dumfriesshire                            | 47,7                      |
| Audrey Nicoll           | SNP                       |                       | Aberdeen South and North Kincardine      | 42,3                      |
| Paul O’Kane             | Labour                    | West Scotland         |                                          |                           |
| Ash Regan               | Alba Party                |                       | Edinburgh Eastern                        | 52.4 (als SNP-Kandidatin) |
| Willie Rennie           | LibDem                    |                       | Fife North East                          | 55,1                      |
| Angus Robertson         | SNP                       |                       | Edinburgh Central                        | 39,0                      |
| Shona Robison           | SNP                       |                       | Dundee City East                         | 59,2                      |
| Emma Roddick            | SNP                       | Highlands and Islands |                                          |                           |
| Douglas Ross            | Conservative              | Highlands and Islands |                                          |                           |
| Alex Rowley             | Labour                    | Mid Scotland and Fife |                                          |                           |
| Mark Ruskell            | Green                     | Mid Scotland and Fife |                                          |                           |
| Anas Sarwar             | Labour                    | Glasgow               |                                          |                           |
| Graham Simpson          | Conservative              | Central Scotland      |                                          |                           |
| Lorna Slater            | Greens                    | Lothian               |                                          |                           |
| Elizabeth Smith         | Conservative              | Mid Scotland and Fife |                                          |                           |
| Colin Smyth             | Labour                    | South Scotland        |                                          |                           |
| Shirley-Anne Somerville | SNP                       |                       | Dunfermline                              | 49,0                      |
| Collette Stevenson      | SNP                       |                       | East Kilbride                            | 51,9                      |
| Alexander Stewart       | Conservative              | Mid Scotland and Fife |                                          |                           |
| Kaukab Stewart          | SNP                       |                       | Glasgow Kelvin                           | 40,3                      |
| Kevin Stewart           | SNP                       |                       | Aberdeen Central                         | 44,9                      |
| Nicola Sturgeon         | SNP                       |                       | Glasgow Southside                        | 60,2                      |
| Paul Sweeney            | Labour                    | Glasgow               |                                          |                           |
| John Swinney            | SNP                       |                       | Perthshire North                         | 49,5                      |
| Michelle Thomson        | SNP                       |                       | Falkirk East                             | 47,4                      |
| Maree Todd              | SNP                       |                       | Caithness, Sutherland and Ross           | 43,1                      |
| David Torrance          | SNP                       |                       | Kirkcaldy                                | 52,4                      |
| Evelyn Tweed            | SNP                       |                       | Stirling                                 | 48,6                      |
| Mercedes Villalba       | Labour                    | North East Scotland   |                                          |                           |
| Sue Webber              | Conservative              | Lothian               |                                          |                           |
| Annie Wells             | Conservative              | Glasgow               |                                          |                           |
| Tess White              | Conservative              | North East Scotland   |                                          |                           |
| Martin Whitfield        | Labour                    | South Scotland        |                                          |                           |
| Elena Whitham           | SNP                       |                       | Carrick, Cumnock and Doon Valley         | 42,8                      |
| Brian Whittle           | Conservative              | South Scotland        |                                          |                           |
| Beatrice Wishart        | LibDem                    |                       | Shetland Islands                         | 48,6                      |
| Humza Yousaf            | SNP                       |                       | Glasgow Pollok                           | 53,7                      |